# Svanen 1

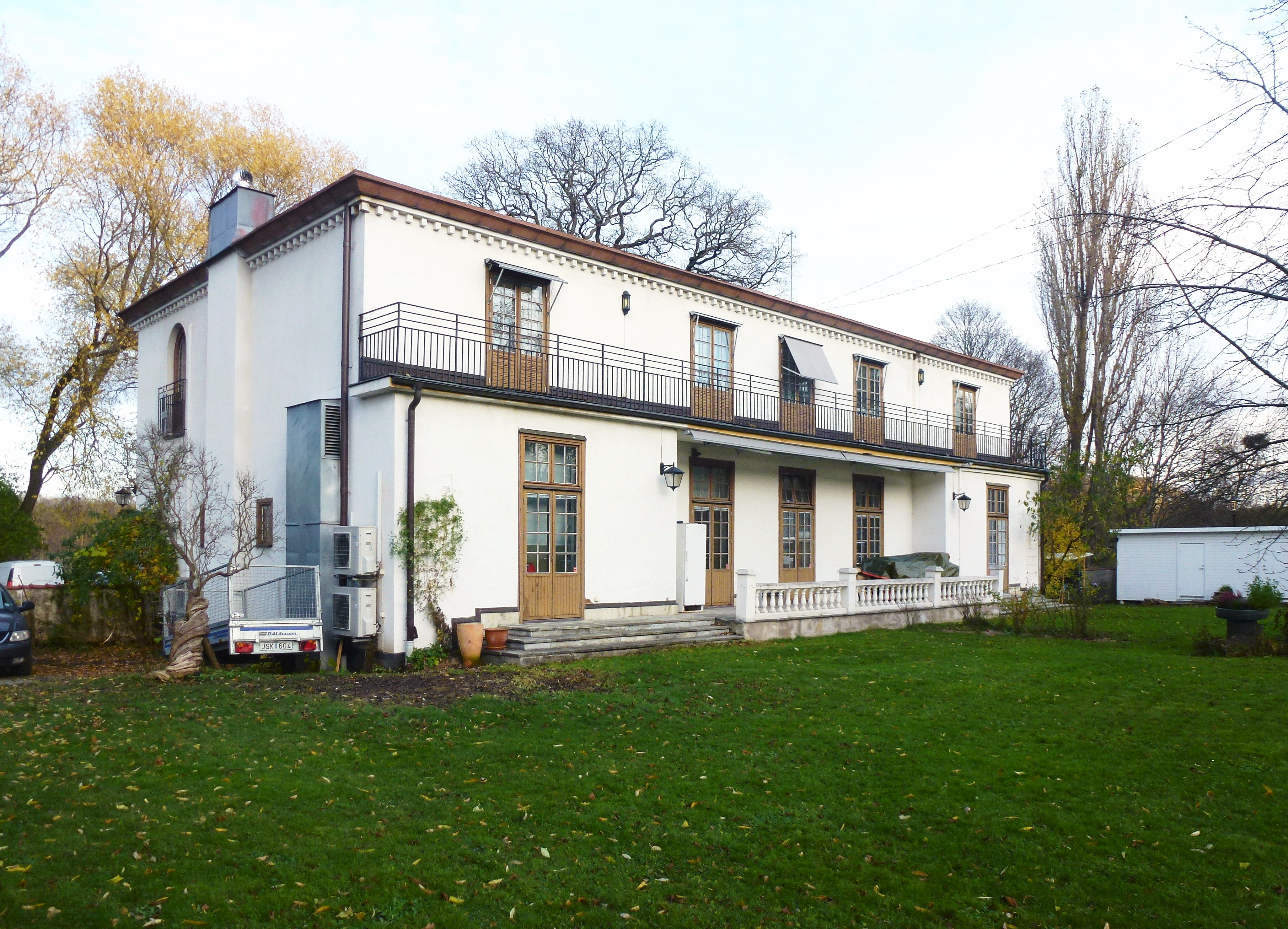
Villan i november 2014.

Svanen 1 är en villafastighet vid Sjövägen 20 i stadsdelen Råsunda i Solna kommun. Villan uppfördes 1932–1933 efter ritningar av arkitekt Carl Åkerblad och betraktas av kommunen som ”omistlig”. Idag disponeras byggnaden av tandkliniken "Willa Tandhälsan".

## Historik

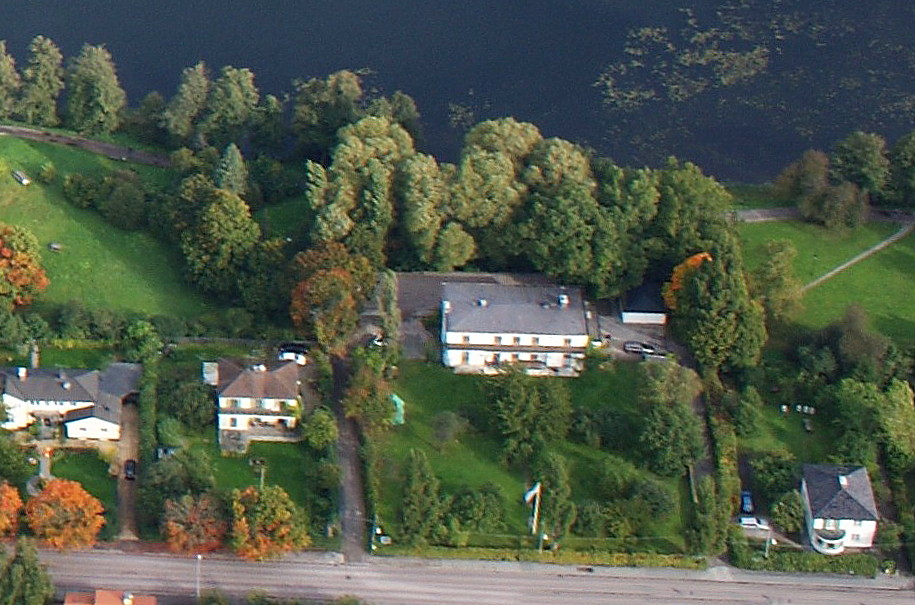
Fastigheterna (från vänster) Anden 1, Anden 2, Svanen 1 och Måsen 1.

Villan ligger vid södra sidan om Råstasjön och var den första färdigställda av ett 20-tal villor som byggdes på 1930-talet i området. Byggherre var Råsundabolagets (Råsunda Förstads AB) verkställande direktör Helge Werner och han anlitade arkitekt Carl Åkerblad att rita en representativ bostad åt honom. Åkerblad var vid den tiden anställd som arkitekt på bolaget.
Huset placerades på en generöst tilltagen tomt vid södra sidan om och med utsikt över Råstasjön och uppfördes åren 1932 till 1933. Arkitekt Åkerblad skapade en tvåvånings putsad villa i medelhavsinspirerad 1920-talsklassicism. Huset har en tandsnittsfris längs takfoten och en tung entréport med yta av brons och lejonskulpterade handtag. Utmärkande för villan är det låga valmade taket, släta vita fasader med valvade fönster och en lång altan som löper längs hela fasaden mot syd. Direktör Werner deltog själv aktivt i utformning av byggnaden.
Villan i fastigheten Svanen 1 bedömdes av Solna kommun som oersättlig och fick en blåmarkering, vilket motsvarar fordringarna för byggnadsminne i kulturmiljölagen. Svanen 1 var även stilbildande för de villor som uppfördes senare i samma område och som ritades av Elis T. Pålskog, bland dem grannhuset fastigheten Anden 2, byggd 1936. Även han var anställd på Råsundabolaget.
År 1959 förvärvade Stockholms stad villan och inrättade ett mödrahem. Sedan år 2006 finns tandkliniken "Willa Tandhälsan" i huset.

## Bilder

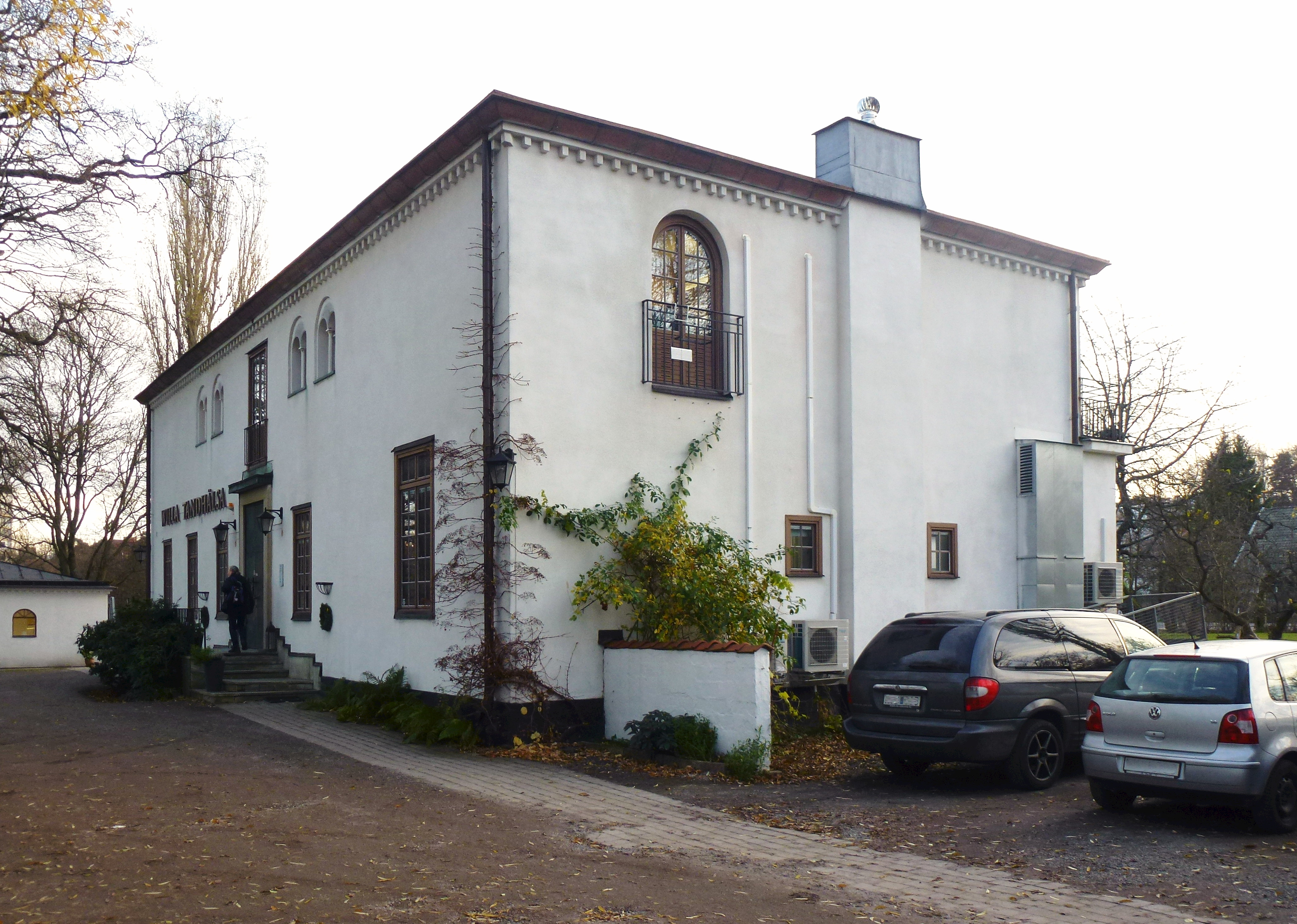
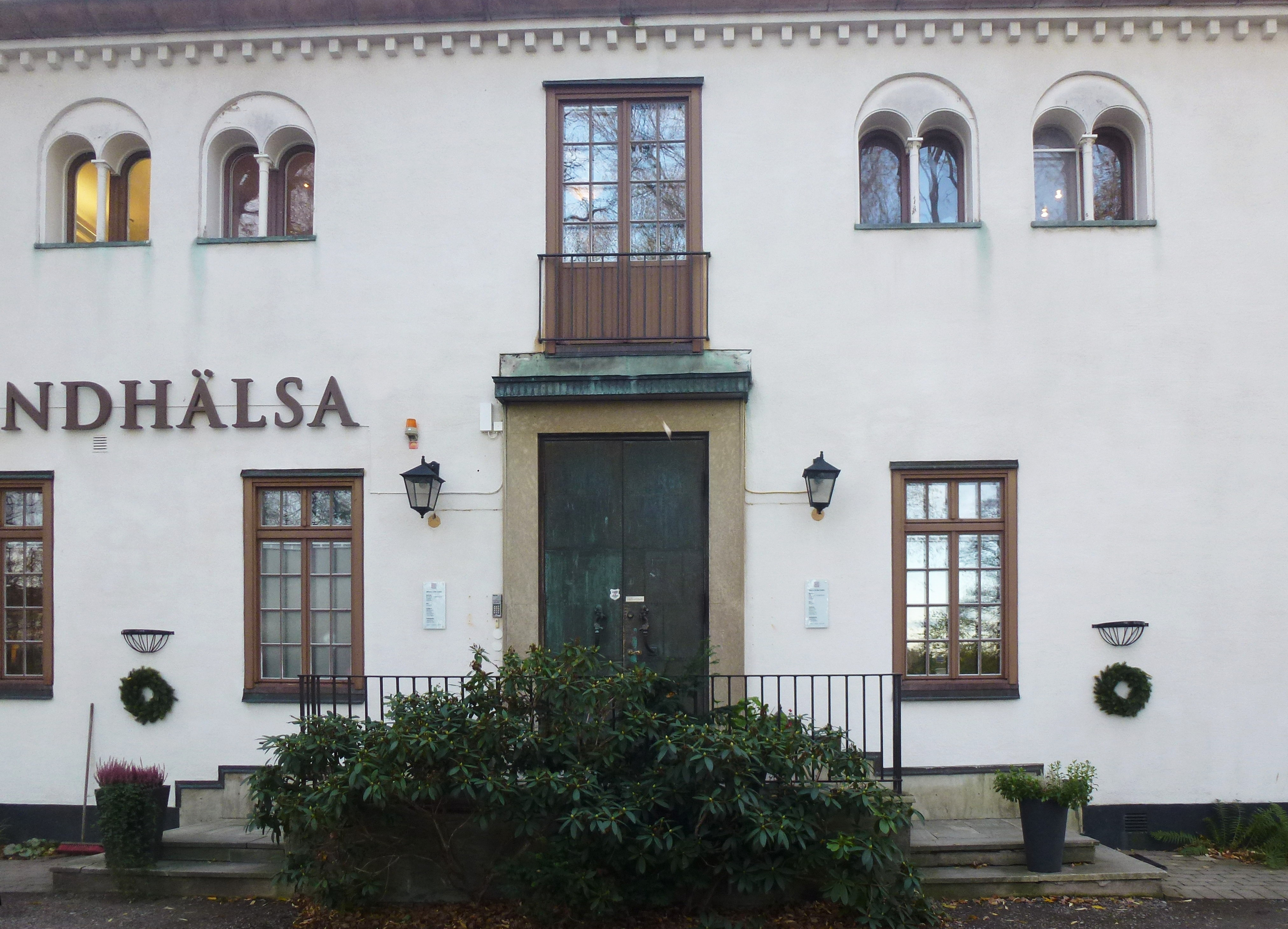
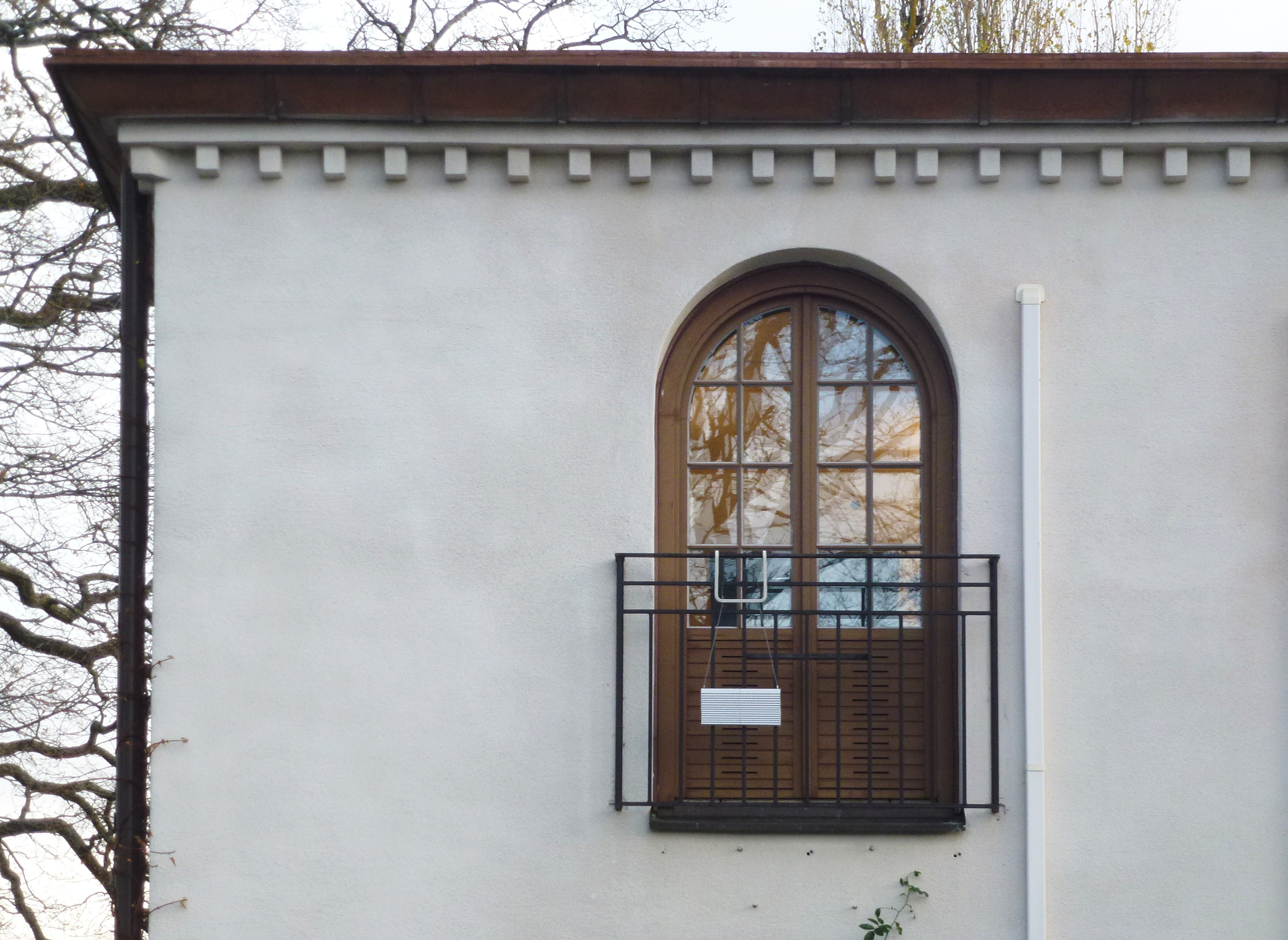
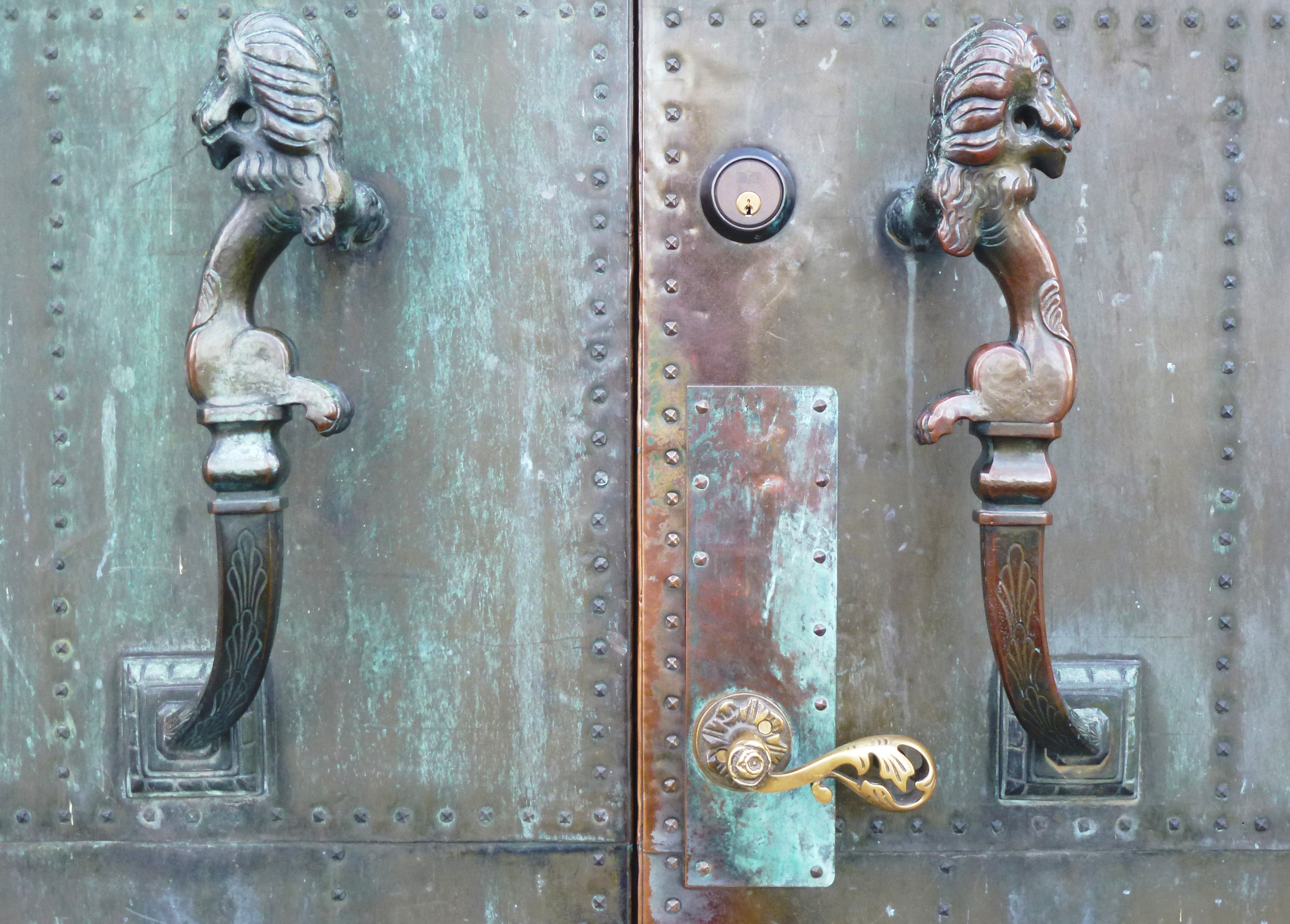